# Palestro (metropolitana di Catania)
Palestro è una fermata in costruzione della Metropolitana di Catania.
Fa parte della tratta Stesicoro-Palestro in costruzione, i cui lavori sono stati fermati a causa di contenziosi giudiziari; il completamento, inizialmente previsto per il 2019, è stato preannunciato per il 2026; la stazione entrerà in esercizio solo dopo il completamento della metropolitana fino all'aeroporto di Catania-Fontanarossa.
La stazione servirà le popolose aree attorno a Porta Garibaldi, Via Palermo, Piazza Risorgimento e Corso Indipendenza.